# Habranthus martinezii
Habranthus martinezii là một loài thực vật có hoa trong họ Amaryllidaceae. Loài này được Ravenna mô tả khoa học đầu tiên năm 1970.